# Sheila E.
Sheila E. właściwie Sheila Escovedo (ur. 12 grudnia 1957 w Oakland w stanie Kalifornia) – amerykańska wokalistka, aktorka, muzyczka, perkusistka oraz skrzypaczka. Znana przede wszystkim z występów w grupie muzycznej Prince’a. Debiutowała natomiast u boku jazzowego pianisty George’a Duke’a. Escovedo jest córką perkusisty Pete’a Escovedo. W 2021 roku otrzymała Latin Grammy Lifetime Achievement Award. W lipcu 2023 roku została uhonorowana gwiazdą na Hollywood Walk of Fame; była pierwszą solową perkusistką, która otrzymała tę nagrodę.

## Życiorys
Escovedo nigdy nie planowała zostać perkusistką. Gdy miała 15 lat jej ojciec z powodu choroby musiał przerwać występy ze swoim zespołem. Sheila wcześniej nie grała na perkusji, ale znała piosenki ojca, więc postanowiła go zastąpić.
Sheila E. ponadto współpracowała z Lionelem Richie, Marvinem Gaye, Herbie Hancockiem, Dianą Ross, Steve Wonderem, Whitney Houston, Babyface, Mariah Carey czy Céline Dion. W 2004 wystąpiła sesyjnie (na instrumentach perkusyjnych) na albumie Jest grupy Budka Suflera.
Escovedo nominowana była również do nagrody American Music Awards oraz Grammy za The Glamorous Life (utwór zrealizowany dla Princea). Wystąpiła również w filmie pt. Krush Groove wraz z Run-DMC, LL Cool J oraz Blair Underwood w 1985.
Razem ze swoim managerem Lynnem Mabrym prowadzi fundację Little Angel Bunny Foundation wykorzystującą muzykę oraz sztukę jako terapię pomagającą porzuconym i molestowanym dzieciom w ramach systemu opieki zastępczej.
Bierze udział w Ringo Starr and His All-Starr Band od 2001 roku.

## Publikacje
- The Beat of My Own Drum: A Memoir, 2014, Atria Books, ISBN 978-1-4767-1494-3.

## Dyskografia
- 1984 – The Glamorous Life
- 1985 – Romance 1600
- 1987 – Sheila E.
- 1991 – Sex Cymbal
- 2000 – The Writes of Passage
- 2001 – Heaven